# Ophiocapnocoma phloiophilia
Ophiocapnocoma phloiophilia är en svampart som först beskrevs av E.E. Fisher, och fick sitt nu gällande namn av S. Hughes 1967. Ophiocapnocoma phloiophilia ingår i släktet Ophiocapnocoma och familjen Metacapnodiaceae.   Inga underarter finns listade i Catalogue of Life.